# Julian M. Quarles

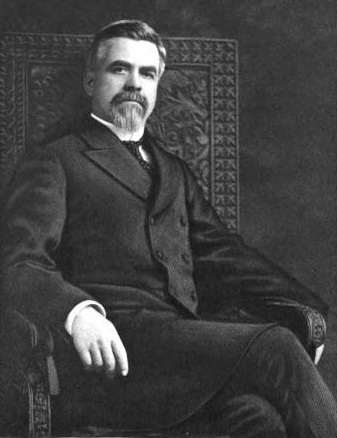
Julian Quarles

Julian Minor Quarles (* 25. September 1848 bei Ruther Glen, Caroline County, Virginia; † 18. November 1929 in Staunton, Virginia) war ein US-amerikanischer Politiker. Zwischen 1899 und 1901 vertrat er den Bundesstaat Virginia im US-Repräsentantenhaus.

## Werdegang
Julian Quarles besuchte die öffentlichen Schulen seiner Heimat und unterrichtete danach drei Jahre lang selbst als Lehrer. Danach studierte er an der University of Virginia in Charlottesville. Nach einem Jurastudium und seiner Zulassung als Rechtsanwalt begann er 1874 in Staunton in diesem Beruf zu arbeiten. Zwischen 1880 und 1883 amtierte er als Bezirksrichter im Augusta County. Anschließend praktizierte er zwei Jahre lang als Rechtsanwalt in Minneapolis (Minnesota), ehe er nach Staunton zurückkehrte. Politisch schloss er sich der Demokratischen Partei an.
Bei den Kongresswahlen des Jahres 1898 wurde Quarles im zehnten Wahlbezirk von Virginia in das US-Repräsentantenhaus in Washington, D.C. gewählt, wo er am 4. März 1899 die Nachfolge von Jacob Yost antrat. Da er im Jahr 1900 auf eine erneute Kandidatur verzichtete, konnte er bis zum 3. März 1901 nur eine Legislaturperiode im Kongress absolvieren. Nach dem Ende seiner Zeit im US-Repräsentantenhaus war Quarles bis 1924 wieder als Anwalt in Staunton tätig. Im Jahr 1901 nahm er als Delegierter an einer Versammlung zur Überarbeitung der Verfassung von Virginia teil. Er starb am 18. November 1929 in Staunton.